# Tōru Watanabe
Pour les articles homonymes, voir Watanabe.
Tōru Watanabe (渡辺徹, Watanabe Tōru), né le 12 mai 1961 à Oyama et mort le 28 novembre 2022,, est un acteur et chanteur japonais.

## Biographie
Tōru Watanabe est marié depuis 1987 à l'actrice et chanteuse japonaise Ikue Sakakibara (en). Leur fils aîné est l'acteur Yūta Watanabe.
En 1987, il interprète le rôle du réalisateur Hiroshi Shimizu dans le film L'Actrice (映画女優, Eiga joyū) de Kon Ichikawa qui retrace la vie de la grande actrice Kinuyo Tanaka sur une période allant de 1926 jusqu'au tournage de La Vie d'O'Haru femme galante en 1952.

## Filmographie sélective

### Cinéma
- 1986 : Sorobanzuku (そろばんずく?) de Yoshimitsu Morita
- 1987 : L'Actrice (映画女優, Eiga joyū?) de Kon Ichikawa : Hiroshi Shimizu
- 2012 : Omuraisu (オムライス?) de Yūichi Kimura
- 2017 : Linking Love (リンキング・ラブ, Rinkingu rabu?) de Shūsuke Kaneko
- 2019 : Les Enfants de la mer (海獣の子供, Kaijū no kodomo?) d'Ayumu Watanabe : Sensei (voix - film d'animation)

### Télévision
- 1981-1985 : Taiyō ni hoero! (太陽にほえろ!?) : Takemoto (Ruger)
- 1996 : Taiga drama - Hideyoshi (秀吉?) : Maeda Toshiie (série télévisée - 50 épisodes de 45 min)[3]